# Mohammad Al-Tizini
Muḥammad al-Tīzīnī (en arabe : التيزيني محمد), de son nom complet Muḥammad bin Muḥammad Abī Bakr al-Muwaqqit (en arabe : محمد بن محمد بن أبي بكر التيزيني الموقت), né en 1461 et mort le 26 juin 1539 à Damas, est un astronome.

## Biographie
Il remplit, dans les dernières années de sa vie, les fonctions de Šayḫ al-ᶜUlama (الشيخ العلامة), et de muwaqqit (موقّت), c’est-à-dire responsable de la détermination et de l’annonce des prières à la mosquée de Damas, ce qui explique son laqab ou « nom honorifique ».
On lui doit, en 1633, un جدول الكواكب الثابتة Ğadwal al-kawākib al-ṯābiba, ou « Catalogue des étoiles fixes », qui sera édité et traduit en 1665 par Thomas Hyde, en supplément à l’édition et à la traduction du زیجِ سلطانی Zīğ-ī ğedīd sulṭānī ou « Nouvelles tables sultaniennes » d'Uluġ Bēg (1437). Il existe une traduction française de ce catalogue.
Les transcriptions de Thomas Hyde ont permis, tout d'abord directement grâce à l'astronome Giuseppe Piazzi (1814), et ensuite, par le truchement de l'astronome amateur Richard Hinckley Allen (1899), à plusieurs astronomes du XXe siècle d'affecter de nombreuses étoiles de nouveaux noms pris aux Arabes.

## Contribution à l'astronomie
- جدول الكواكب الثابتة Ğadwal al-kawākib al-ṯābita, ou Catalogue des étoiles fixes, 1533.